# Mortal Kombat Mythologies: Sub-Zero
Một trong những thể loại đi bài phiêu lưu hay nhất của dòng Mortal Kombat phải kể đến bộ Huyền Thoại của Sub Zero, hiện tại bộ game này đã vô viện bảo tàng và không còn sản xuất và trở thành hàng hiếm tại Việt Nam. Nhưng với các fan của hâm mộ của bộ game này thì website của MKVN chỉ có đôi điều nói sơ lược về game này vì hiện tại người chủ sáng tạo ra bộ game này là John Tobias đã rời nhóm MIDWAY và mang theo những bí mật của nó đến một phương trời xa xăm nào rồi.
- Đây một sáng tạo đỉnh cao nhất của tác giả John Tobias, theo như những gì ghi lại đến bây giờ thì game đã có một giải thưởng về thành tựu sáng tạo và cùng một số giải khác nữa chưa xác định được vì cái này đã là quá khứ của hãng MIDWAY. Nhiều năm về sau sự thất bại của dòng Mortal Kombat 4 (do đứng ở vị trí thứ 32 trong tổng số game gây được tiếng vang trên thị trường) tác giả John Tobias đã quyết tâm hồi lại danh dự bằng một thể loại tiếp nối các sự kiện trong phần 4 tức là phần chính của game kể về cuộc phiêu lưu của chiến binh huyền thoại Sub Zero, lẽ tất nhiên là do lần đầu xuất hiện nên đã gây được sự chú ý của giới hâm mộ khi chơi vì đây là một phong cách hoàn toàn mới và cùng thời điểm giải đáp những thắc mắc còn dang dở trong loạt game chính vừa ra năm 1997.
- Tuy được thiết kế dưới nền công nghệ 3D nhưng MKM Sub Zero lại theo lối truyền thống của game dưới góc nhìn một chiều theo kiểu của dòng game đối kháng Arcade của rất nhiều game trước đó từng làm qua. Hệ máy đời đầu tiên là Play Station 1 trước đó của năm 1999 đã làm xuất sắc nhiệm vụ khi thể hiện rất rõ nét ưu thế đồ họa cho game nên bạn có thể chơi game này nhiều lần mà không thấy chán nếu như bạn là một tay nghiện nặng thể loại của Mortal Kombat.